# Лейк-Элмо (город, Миннесота)
Лейк-Элмо (англ. Lake Elmo) — город в округе Вашингтон, штат Миннесота, США. На площади 63,1 км² (59,2 км² — суша, 4 км² — вода), согласно переписи 2002 года, проживают 6863 человека. Плотность населения составляет 116 чел./км².
- Телефонный код города — 651
- Почтовый индекс — 55042
- FIPS-код города — 27-34244[1]
- GNIS-идентификатор — 0646344[2]